# Henry Rawdon-Hastings (4e marquis d'Hastings)
Henry Weysford Charles Plantagenet Rawdon-Hastings, 4e marquis de Hastings (22 juillet 1842 - 10 novembre 1868), est un pair britannique. Il est également, titulaire des plus anciennes baronnies, 21e baron Gray de Ruthyn (de 1324), 20e baron Botreaux (de 1368), 19e baron Hungerford (de 1426) et 17e baron Hastings (de 1461).

## Jeunesse
Il est le deuxième fils de George Rawdon-Hastings (2e marquis d'Hastings), pair et courtisan britannique, et de son épouse Barbara Yelverton, 20e baronne Grey de Ruthyn. Son père meurt quand Henry n'a que deux ans, et Henry succède à son frère aîné Paulyn sept ans plus tard, à neuf ans. Plus tard, en 1858, il hérite de la baronnie de sa mère à l'âge de seize ans.
En 1860, le Times note que Rawdon-Hastings est l'un des trois seuls à détenir des pairies dans les trois royaumes d'Angleterre, d'Écosse et d'Irlande (sous le nom de comte de Moira).

## Mariage

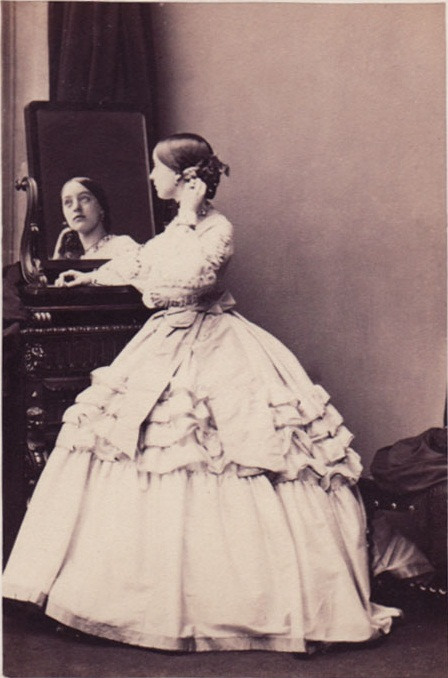
Lady Florence Paget par Camille Silvy.

En 1862, Lord Hastings est fiancé à Alice March Phillipps de Lisle, mais ils ne se sont jamais mariés (elle épouse plus tard Arthur Strutt, fils cadet de Edward Strutt (1er baron Belper)).
Le 16 juillet 1864, il épouse Florence Paget, fille unique d'Henry Paget (2e marquis d'Anglesey). Le mariage créé un scandale car la mariée est fiancée à Henry Chaplin.
Il meurt en 1868, âgé de seulement 26 ans, sans enfant. Le marquisat de Hastings s'éteint, tandis que le comte de Loudoun passe à sa sœur aînée Edith et ses baronnies anglaises tombent en suspens entre Edith et leurs trois autres sœurs - tout irait à Edith sauf celle de leur mère, qui passe à la deuxième sœur, Bertha.
Après sa mort, sa veuve, Florence, marquise de Hastings épouse George Chetwynd, 4e baronnet le 9 juillet 1870.